# Freefonix
Freefonix (2007–2009) – brytyjski serial animowany.

## Fabuła
Trójka przypadkowych nastolatków zostaje wybranych, aby chronić moc czystej Trzynastej Nuty i zakładają swoją własną kapelę - Freefonix. Jak to wolnofalowcy, grają to, co kochają nie dla sławy, ale dla duszy. Ich głównym zadaniem jest powstrzymanie złego tuza dźwięku - Voxa przed wydostaniem się z tzw. Próżni Milczenia, w której jest uwięziony. Zawiązując pakt z korporacją ComaCo i jej szefową - Mią De Zyą, próbuje zdobyć moc Trzynastej Nuty. W tym celu Mia zatrudniła zespół wolnofalowców - Modliszki, które stale konkurują z Freefonix.

## Postacie

### Freefonix
- BeeBee (BB) – wokalistka zespołu. Ma 16 lat. Freezbone nazywa ją Nutką (Mo nazwał ją tak tylko raz w odcinku „Cuchnąca miłość”).
- Freezbone (Freez) – jego instrumentem jest gitara, którą, jak sam powiedział, jest w stanie przekonać ludzi do wszystkiego. Ma tyle lat co BB.
- Mo Flow Start (Mo) – jego instrument to beatbox. Ma 13 lat. Freezbone nazywa go dzieciakiem. Mo zauroczył się w Lady Lux.

### Modliszki
- Kurtz – brat Lady Lux. Gra na gitarze i za wszelką cenę chce się pozbyć Freefonix. Pracuje dla Myi de Zyi i Voxa, podobnie jak Lady Lux i Heat. Ma 17 lat. W pewnym odcinku zakochał się w BB.
- Lady Lux – siostra Kurtza. Gra na basie, nie potrafi tańczyć. Tak jak Kurtz i Hit pracuje dla Myi i Voxa. Często wyzywa Kurtza i Hita od idiotów, durniów itp. Wydaje się być najinteligentniejszym członkiem zespołu. Ma 16 lat.
- Hit – gra na bębnach, jest otyły i niezbyt bystry, ale bardzo silny. W pierwszym odcinku zniszczył instrument Mo. Ma 16 lat.

### ComaCo
- Mia de Zya – zarządza ComaCo. Pracują dla niej Modliszki. Mia chce pozbyć się Freefonix i uwolnić Voxa z Próżni Milczenia. Uwielbia pieniądze i chce być coraz bogatsza.
- Vox – zły tuz dźwięku. Jest uwięziony w Próżni Milczenia. Można go uwolnić za pomocą czystej Trzynastej Nuty. Był wolny w 4 odcinkach.
- Nerdrre – naukowiec ComaCo. Nazywa Mię „ciocią”, przez co Mya De Zya się złości.

### Inne
- Sugar Che – jest dobrym tuzem dźwięku. Kiedyś walczyła z Voxem i uwięziła go w Próżni Milczenia. Pomaga BB, Freezowi i Mo w walce z Voxem.
- CC i DD – przyjaciółki BB. Kiedyś BB, CC i DD grały w popowym zespole BCD, który się rozpadł. W kilku odcinkach zespół znowu jest razem.

## Wersja polska
Opracowanie i udźwiękowienie wersji polskiej: na zlecenie ZigZap – Studio Sonica

Reżyseria:
- Jacek Kopczyński (odc. 1-20, 27-40),
- Piotr Zelt (odc. 21-26)

Dialogi polskie:
- Łukasz Zielonka (odc. 1-2),
- Katarzyna Obuchowicz (odc. 3-40)

Dźwięk i montaż: Maciej Sapiński

Teksty piosenek: Marek Krejzler

Organizacja produkcji: Piotr Pluciński

Udział wzięli:
- Joanna Pach – BB
- Andrzej Andrzejewski – Freezbone
- Agnieszka Kudelska – Mo Start
- Klementyna Umer – DD i CC
- Przemysław Stippa – Kurtz
- Agata Gawrońska – Mia De Zya
- Brygida Turowska – Lady Lux
- Piotr Zelt – Vox
- Dorota Furtak – Sugar Che
- Janusz Wituch – Nerdree
- Miriam Aleksandrowicz
- Jacek Kopczyński

i inni
Lektor:
- Jacek Kopczyński (odc. 1-20, 27-40),
- Piotr Zelt (odc. 21-26)

## Odcinki
- Serial po raz pierwszy pojawił się w Polsce na kanale ZigZap – 10 grudnia 2008 roku, gdzie jest emitowany do dzisiaj.

### Spis odcinków
| Premiera odcinka | N/o | Polski tytuł                | Angielski tytuł                   |
| ---------------- | --- | --------------------------- | --------------------------------- |
|                  |     |                             |                                   |
| SERIA PIERWSZA   |     |                             |                                   |
|                  |     |                             |                                   |
| 10.12.2008       | 01  | Początek historii           | The Story Begins                  |
|                  |     |                             |                                   |
| 13.12.2008       | 02  | Muzyczny biznes             | Risky Music Business              |
|                  |     |                             |                                   |
| 17.12.2008       | 03  | Dziwna BB                   | Bizarro BB                        |
|                  |     |                             |                                   |
| 20.12.2008       | 04  | Wielka kradzież             | Grand Theft Audio                 |
|                  |     |                             |                                   |
| 24.12.2008       | 05  | Poza czasem                 | Out of Time                       |
|                  |     |                             |                                   |
| 27.12.2008       | 06  | Cuchnąca miłość             | Love Stinks                       |
|                  |     |                             |                                   |
| 31.12.2008       | 07  | Przeprowadzka               | Mr Mo Start Skips Town            |
|                  |     |                             |                                   |
| 03.01.2009       | 08  | Gloveball to fajna gra      | Gloveball Been Very Good to Me    |
|                  |     |                             |                                   |
| 07.01.2009       | 09  | Widmo trzynastej nuty       | Phantom of the Hip-Hopera         |
|                  |     |                             |                                   |
| 10.01.2009       | 10  | Popularność BB              | Back by Unpopular Demand          |
|                  |     |                             |                                   |
| 14.01.2009       | 11  | Graj ze mną Misty           | Play Misty for Me                 |
|                  |     |                             |                                   |
| 17.01.2009       | 12  | Sklonowany zespół           | Send in the Clones                |
|                  |     |                             |                                   |
| 21.01.2009       | 13  | Dżin z ampitunera           | Music Soothes the Savage Genie    |
|                  |     |                             |                                   |
| 24.01.2009       | 14  | Plastikowy Idol             | Prepsie Idol                      |
|                  |     |                             |                                   |
| 28.01.2009       | 15  | Niszczyciel Flow            | Death of Cool                     |
|                  |     |                             |                                   |
| 31.01.2009       | 16  | Roboraper                   | Roborapper                        |
|                  |     |                             |                                   |
| 04.02.2009       | 17  | Mała BB                     | Baby BB                           |
|                  |     |                             |                                   |
| 07.02.2009       | 18  | Ojciec i syn                | Who’s Your Daddy?                 |
|                  |     |                             |                                   |
| 11.02.2009       | 19  | Polko-jodło-mania           | Everyone was Polka Yodel Fighting |
|                  |     |                             |                                   |
| 14.02.2009       | 20  | Wiosenna bryza              | Summer Breeze                     |
|                  |     |                             |                                   |
| 18.02.2009       | 21  | Inny wymiar                 | Land of The Lost                  |
|                  |     |                             |                                   |
| 21.02.2009       | 22  | Święto wydawania            | Yule Spend                        |
|                  |     |                             |                                   |
| 25.02.2009       | 23  | Myo Mania                   | Mya Mania                         |
|                  |     |                             |                                   |
| 28.02.2009       | 24  | Urodzinowy zawrót głowy     | You Say It’s Your Birthday        |
|                  |     |                             |                                   |
| 04.03.2009       | 25  | Brat BB                     | BB’s Bro                          |
|                  |     |                             |                                   |
| 07.03.2009       | 26  | System przechowywania       | Notes in the Machine              |
|                  |     |                             |                                   |
| 11.03.2009       | 27  | Nowy strażnik               | The New Guardian                  |
|                  |     |                             |                                   |
| 14.03.2009       | 28  | Wąż z Jerycha               | The Jericho Serpent               |
|                  |     |                             |                                   |
| 18.03.2009       | 29  | Zaćmienie dwóch księżyców   | Two Moons Rising                  |
|                  |     |                             |                                   |
| 21.03.2009       | 30  | Hit taty Mo                 | Mr Start’s Opus                   |
|                  |     |                             |                                   |
| 25.03.2009       | 31  | Viva La Diva                | Viva La Diva                      |
|                  |     |                             |                                   |
| 28.03.2009       | 32  | Mama menadżer               | Manager Mom                       |
|                  |     |                             |                                   |
| 01.04.2009       | 33  | Koszmar z ulicy Freefonix   | A Nightmare on Freefonix Street   |
|                  |     |                             |                                   |
| 04.04.2009       | 34  | iMinky                      | iMinkys                           |
|                  |     |                             |                                   |
| 08.04.2009       | 35  | Kumpel BB                   | BB’s Bot                          |
|                  |     |                             |                                   |
| 11.04.2009       | 36  | Zagraj to jeszcze raz Kurtz | Play It Again Kurtz               |
|                  |     |                             |                                   |
| 15.04.2009       | 37  | Nocna zmiana                | Nightshift                        |
|                  |     |                             |                                   |
| 18.04.2009       | 38  | Dzień Sugar w Los Bosmos    | Sugar’s Day Out                   |
|                  |     |                             |                                   |
| 22.04.2009       | 39  | Praca BB                    | Nine to Fivish                    |
|                  |     |                             |                                   |
| 25.04.2009       | 40  | Najgorętszy zespół świata   | The World’s Hottest Band          |
|                  |     |                             |                                   |